# Длга-над-Кисуцоу
Длга́-над-Кисуцоу (словац. Dlhá nad Kysucou) — село в окрузі Чадця Жилінського краю Словаччини. Станом на січень 2017 року в селі проживало 620 людей.

## Населення
| Рік:            | 1994. | 2004.   | 2014.    | 2024.   |
| --------------- | ----- | ------- | -------- | ------- |
| Кількість осіб: | 480   | 503     | 633      | 619     |
| Різниця:        |       | +4,79 % | +25,84 % | -2,21 % |

| Рік:            | 2023. | 2024.   |
| --------------- | ----- | ------- |
| Кількість осіб: | 620   | 619     |
| Різниця:        |       | -0,16 % |